# Zigong
Zigong (en chino tradicional, 自貢; en chino simplificado, 自贡市; pinyin, Zìgòng shì; Wade-Giles, Tzu4-kung4 Zi-kóng) es una ciudad-prefectura en la provincia de Sichuan de la República Popular de China. Se encuentra a una distancia aproximada de 170 kilómetros de la capital provincial. Limita al norte con Neijiang, al sur con Yibin, al noroeste con Leshan y al este con Chongqing.

## Administración
La ciudad prefectura de Zigong administra 4 distritos y 2 condados.
- Distrito Ziliujing 自流井区
- Distrito Da'an 大安区
- Distrito Gongjing 贡井区
- Distrito Yantan 沿滩区
- Condado Rong 荣县
- Condado Fushun 富顺县

## Economía
La sal fue una de las principales fuentes de ingresos para China. "La mejor sal en China se produce a partir de los pozos de sal de Sichuan". Los pozos de sal en Sichuan están en Zigong. El pueblo de Zigong han estado perforando sal desde antes de la dinastía Han. Según algunas estimaciones, la extracción de sal ha estado activa desde 6.000 antes de Cristo. La sal producida Zigong era muy rica en sabor y se sirvió al emperador de China como un homenaje. El pueblo de Zigong cree que su sabor es superior a las demás sales.
La producción de sal a través de perforaciones fue común en toda la zona de Sichuan - pero por varios factores (guerra, la rebelión, los impuestos, secando los pozos) Zigong se convirtió en el centro de la producción. Los pozos de sal en Zigong eran más profundos y mejor que la salinidad del agua salada - lo que mejora el rendimientos en el proceso de extracción de sal.
En los tiempos modernos, Zigong es una fuente primaria para el gas natural, carbón, productos químicos inorgánicos y producción de la sal.

## Dinosaurios
En la década de 1980, los fósiles de dinosaurios fueron excavados en la Formación Dashanpu a 7 km al noreste del centro de la ciudad de Zigong, incluso un dinosaurio lleva nombre de un municipio, el Dashanpusaurus. Debido a que el hueso se mantiene intacto, Zigong ha estado atrayendo a los paleontólogos de todo el mundo. En 1987, el Museo de Dinosaurios de Zigong (自贡 恐龙 博物馆) fue inaugurado, convirtiéndose en el primer museo de dinosaurios especializado en Asia. Alguno especímenes incluyen el Omeisaurus, Gigantspinosaurus, Xiaosaurus entre otros.